# Gods of War
О компьютерной игре см. God of War (игра)
Gods of War (рус. Боги войны) — десятый студийный альбом американской хеви-метал-группы Manowar, выпущен 23 февраля 2007 года.

## Об альбоме
Gods of War — концептуальный альбом, посвящённый мифологии. Тематика Gods of War — скандинавская мифология, бог Один и Вальхалла. Изначально Manowar предполагали развить тематику и выпустить серию концептуальных альбомов, но позже отказались от этой идеи. Следующий альбом, The Lord of Steel, стал обычным.
В записи альбома использовались клавишные и симфонические инструменты, привнося в музыку элементы симфоник-метала.

## Список композиций
1. Overture to the Hymn of the Immortal Warriors (6:22)
2. The Ascension (2:33)
3. King of Kings (4:20)
4. Army of the Dead, Part 1 (2:01)
5. Sleipnir (5:13)
6. Loki God of Fire (3:52)
7. Blood Brothers (4:56)
8. Overture to Odin (3:44)
9. The Blood of Odin (3:59)
10. The Sons of Odin (6:26)
11. Glory Majesty Unity (4:44)
12. Gods of War (7:28)
13. Army of the Dead, Part 2 (2:23)
14. Odin (5:29)
15. Hymn of the Immortal Warriors (5:31)
16. Die for Metal (Bonus Track) (5:17)

## Участники записи
- Эрик Адамс (Eric Adams) — вокал,
- Джоуи Де Майо (Joey DeMaio) — четырёх- и восьмиструнные бас-гитары, клавишные
- Карл Логан (Karl Logan) — гитара, клавишные
- Скотт Коламбус (Scott Columbus) — ударные.

## Даты выпуска
- 23 февраля 2007 в Германии
- 26 февраля 2007 во всей Европе, кроме Германии и Франции
- 5 марта 2007 во Франции
- 3 апреля 2007 в США и Канаде

## Отзывы критиков
Альбом получил сдержанно-положительные и нейтральные оценки в музыкальной прессе. Критике в основном подвергалось обилие помпезных симфонических прелюдий и интерлюдий. Автор сайта Sputnikmusic назвал альбом «слишком эпичным себе же во вред». В России журнал «Мир фантастики» оценил альбом на 8/10 и вынес вердикт «пафосно, местами скучновато, но, как всегда, внушительно».